# Society for the History of Technology
Die internationale Society for the History of Technology (SHOT) (deutsch etwa Gesellschaft für Technikgeschichte) erforscht die Technikgeschichte, besonders in ihren Wechselbeziehungen zu Wirtschaft, Politik und Kultur. Mit Sitz am Department of Science, Technology and Society der University of Virginia ist SHOT die erste internationale Gesellschaft für Technikgeschichte. Sie bildet gewissermaßen die Dachorganisation der verschiedenen technikhistorischen Gemeinschaften, die oftmals Mitglied bei der SHOT sind. Zur Förderung der Technikgeschichte publiziert die Gesellschaft unter anderem das vierteljährlich erscheinende Journal Technology and Culture und vergibt zahlreiche Stipendien, Preise und Auszeichnungen.

## Profil
Die Society for the History of Technology ist eine Tochtergesellschaft der American Historical Association und wurde 1958 von dem US-amerikanischen Technikhistoriker Melvin Kranzberg gegründet, der zudem 1968 die Schwestergesellschaft International Committee for the History of Technology (ICOHTEC) maßgeblich mit ins Leben rief. Die Society for the History of Technology hat rund 1500 Mitglieder. Zielsetzung der Gesellschaft ist die Förderung historischer Studien zur Technologie und zu den Beziehungen der Technologie zu Politik, Wirtschaft, Arbeit, Umwelt, Öffentlichkeit, Wissenschaft und Kunst. Das Ziel verfolgt sie mit der Durchführung von Konferenzen, der Vergabe von Stipendien und Preisen und der Herausgabe von Fachzeitschriften. Zur Erforschung der Technikgeschichte unterhält sie ferner ein weltweites Netzwerk von Wissenschaftlern. Zu ihrem 50. Gründungstag hielt die Society größere Konferenzen in Washington, D.C. und Lissabon ab. Unter den Präsidenten der Gesellschaft waren renommierte Wissenschaftler wie Carroll W. Pursell, Alex Roland und Robert C. Post.

## Publikationen
Die Hauptpublikation der SHOT ist das vierteljährlich erscheinende Journal Technology and Culture. Die 1958 begründete Zeitschrift widmet sich einer Vielzahl von geisteswissenschaftlichen und technischen Disziplinen: Geschichte, Soziologie, Maschinenbau, Recht, Architektur, Anthropologie, Ökonomie, Philosophie oder Literatur. Sie bietet Essays und Kommentare zu öffentlichen Angelegenheiten im Zusammenhang mit den Wechselwirkungen von Technologie und Kultur, Bewertungen von Museen und Ausstellungen, sowie rund vierzig Rezensionen in jeder Ausgabe. Regelmäßig behandelt das Journal zudem ein Schwerpunktthema wie beispielsweise die Wasser-Technologie in den Niederlanden. Technology and Culture hat rund 1.500 private und 1.000 institutionelle Abonnenten.
Daneben veröffentlicht die Gesellschaft, gleichfalls vierteljährlich, einen Newsletter mit aktuellen Berichten zu technikhistorischen Themen, Kongressen oder Technikhistorikern. Ferner finden Berichte über Aktivitäten, Publikationen und Preisverleihungen der SHOT Eingang in das Periodikum. Der Newsletter ist online abrufbar. Zudem gibt die SHOT in Zusammenarbeit mit der American Historical Association eine Heftreihe (booklets) unter dem Titel Historical Perspectives on Technology, Society, and Culture heraus.

## Preise und Stipendien
Die Society for the History of Technology vergibt vier Stipendien und verleiht neun Preise oder Auszeichnungen, die ein breites Spektrum technikgeschichtlicher Themen von herausragenden Forschungsarbeiten über die Herausgabe historischer Texte bis hin zu Museumsausstellungen abdeckt. Als ihre höchste Auszeichnung betrachtet die Gesellschaft die Leonardo-da-Vinci-Medaille. Daneben bietet sie Reisekostenzuschüsse für den Besuch ihrer Hauptversammlung oder von Kongressen.

### Stipendien
Melvin Kranzberg Dissertation Fellowship

Das mit 4.000 $ dotierte Stipendium wird jährlich an einen Doktoranden für die Erarbeitung einer Dissertation im Themenbereich Technikgeschichte vergeben. Im Jahr 2008 ging der Preis beispielsweise an Robert C. Gardner für seine Arbeit mit dem Titel: Growing Trees in the Sand Hills: The Nature and Culture of a Technological Forest. Die Auszeichnung trägt den Namen des Technikhistorikers und SHOT-Gründungsmitglieds Melvin Kranzberg.
Brooke Hindle Postdoctoral Fellowship

Das mit 10.000 $ dotierte Forschungsstipendium wird jährlich für eine wissenschaftliche Arbeit im Themenbereich Technikgeschichte vergeben. Die Auszeichnung würdigt mit ihrem Namen die umfangreichen Arbeiten des Historikers Brooke Hindle (1918–2001) für die Society for the History of Technology.
SHOT-NASA Fellowship

Die Förderung in Höhe von 17.000 $ wird für ein akademisches Jahr vergeben, in dem eine vor- oder nachdoktorale Forschungsarbeit zur Geschichte der Raumfahrttechnologie erstellt werden soll. Die Förderung wird von der History Division der NASA unterstützt.
International Scholars

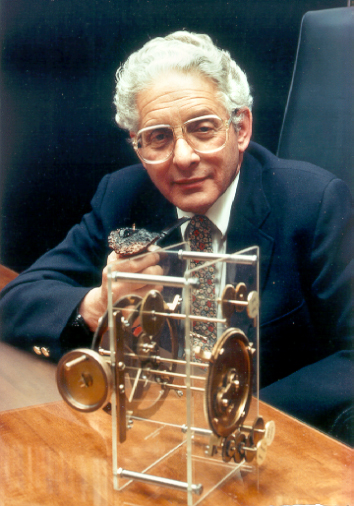
Derek John de Solla Price, 1976 Preisträger der Leonardo-da-Vinci-Medaille

Die Förderung dient der internationalen technikhistorischen Gemeinschaft. Insbesondere Nicht-US-Technikhistoriker sollen damit unter anderem in die Lage versetzt werden, an Treffen und Kongressen teilzunehmen und an der Organisation der Society for the History of Technology mitzuwirken. 2008/2009 wurden beispielsweise scholars aus Indien, Chile, Korea und der Schweiz unterstützt.

### Auszeichnungen und Preise
Leonardo-da-Vinci-Medaille

Die Leonardo da Vinci Medal stellt die höchste Auszeichnung der Society for the History of Technology dar. Die von dem ungarischen Künstler Andras Beck entworfene Medaille mit dem Konterfei Leonardos wird, in der Regel jährlich, an eine Person vergeben, die durch Forschung, Lehre, Publikation oder andere Aktivitäten herausragend zur Technikgeschichte beigetragen hat. Zu den Preisträgern zählten unter anderem Abbott Payson Usher, Melvin Kranzberg, Joseph Needham, Lewis Mumford, Bern Dibner, Derek John de Solla Price, Otto Mayr und Heinz Zemanek.
Sidney Edelstein Prize

Diese Auszeichnung besteht aus einem Geldpreis und einer mit einem Wappen gravierten Platte. Sie wird jährlich für eine herausragende wissenschaftliche Arbeit zur Technikgeschichte vergeben, deren Veröffentlichung (beziehungsweise Übersetzung ins Englische) nicht länger als drei Jahre zurückliegt. 1998 erhielt beispielsweise Ken Alder den Preis für sein Werk Engineering the Revolution: Arms and Enlightenment in France, 1763–1815 (Princeton University Press, 1997). Der Preis trägt den Namen des Chemikers und Industriellen Sidney Milton Edelstein (1912–1994), der Experte in der Geschichte der Farbstoffe war und der den Preis 1968 gestiftet hatte.
Sally Hacker Prize

Diese Auszeichnung besteht aus einem Geldpreis und einer Urkunde. Sie wird jährlich für eine außergewöhnliche Arbeit vergeben, die auch außerhalb der akademischen Szene auf breite Resonanz stößt und deren Veröffentlichung nicht länger als drei Jahre zurückliegt. 2005 wurde beispielsweise David Herlihy für seine Arbeit über die Geschichte des Fahrrads geehrt (Bicycle: The History, Yale University Press, 2004). Der Preis trägt den Namen der Soziologin Sally Lynn Hacker (1936–1988), die unter anderem Zusammenhänge zwischen technischen Veränderungen und dem Wandel des gesellschaftlichen Sexualbilds beziehungsweise der Geschlechterrolle untersucht hat.
Abbott Payson Usher Prize

Auch diese Auszeichnung besteht aus einem Geldpreis und einer Urkunde. Sie wird jährlich unter der Schirmherrschaft der Society for the History of Technology für die beste wissenschaftliche Forschungsarbeit zur Technikgeschichte aus den zurückliegenden drei Jahren vergeben. Den Preis für 1978 erhielt der deutsche Technikhistoriker Otto Mayr für die Arbeit Yankee Practice and Engineering Theory: Charles T. Porter and the Dynamics of the High-Speed Steam Engine (in: Technology and Culture 16 1975, S. 570–602). Mit dem Namen des Preises ehrt die Gesellschaft den Historiker und Ökonomen Abbott Payson Usher, der sich insbesondere um die Technikgeschichte verdient gemacht hat.
Joan Cahalin Robinson Prize

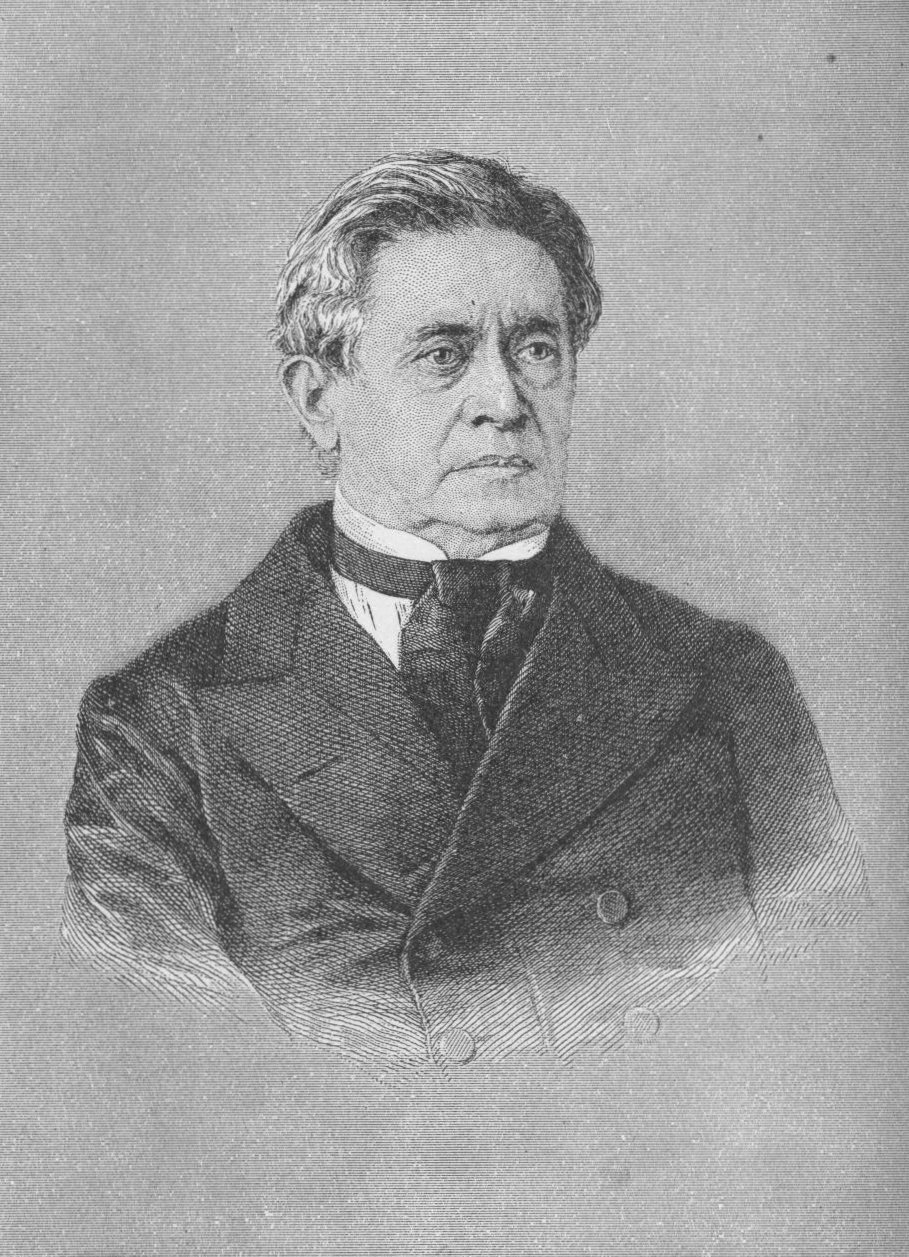
Joseph Henry, die Herausgabe seiner Schriften würdigte die Society for the History of Technology 2007 mit dem Eugene S. Ferguson Prize

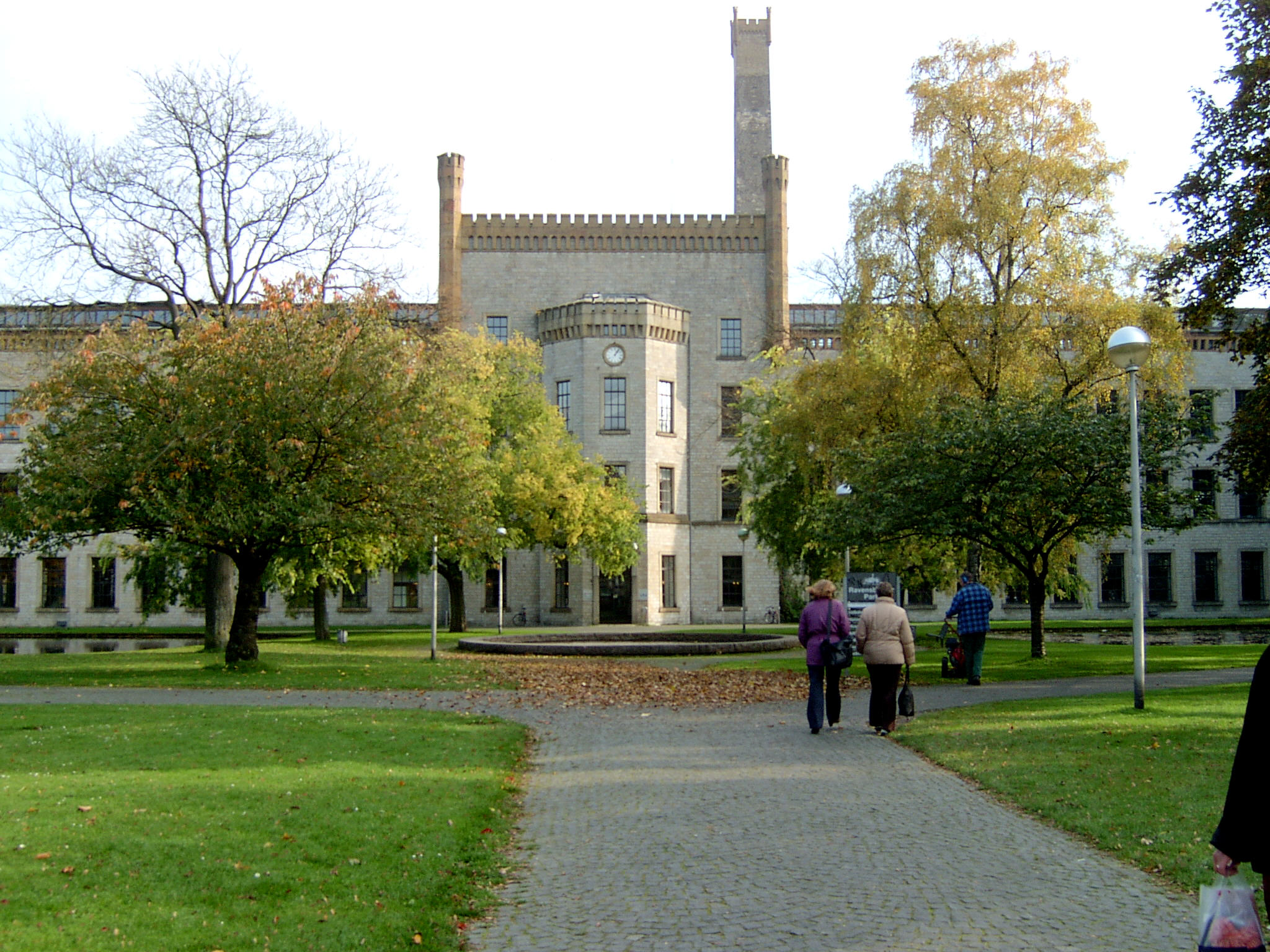
Ravensberger Spinnerei, Standort des Historischen Museums Bielefeld, das die SHOT 1995 als erstes europäisches Museum mit dem Dibner Award für exzellente Ausstellungen auszeichnete

Der Preis in Form einer Geldzuwendung und Urkunde belohnt jährlich die beste oder erste technikhistorische Präsentation durch einen jungen Wissenschaftler auf dem Jahrestreffen der Society for the History of Technology. Den Preis für 1989 erhielt beispielsweise Arwen Mohun für ihren Vortrag Women Workers and the Mechanization of Steam Laundries. Die Auszeichnung stiftete 1980 der Geologe und Experte für urban geology Eric Robinson zur Erinnerung an seine Frau Joan Cahalin Robinson.
Samuel Eleazar and Rose Tartakow Levinson Prize

Der jährlich vergebene Preis belohnt jüngere Wissenschaftler für einen Original-Essay, der einen technikgeschichtlichen Aspekt in seinem Bezug zur Sozial- und Geistesgeschichte untersucht. 1998 erhielt beispielsweise Toby Jones die Auszeichnung für den Essay Path to peace? Britain, Technology, and Resistance in Palestine, 1929-1939. Den Preis stiftete 1985 Mark Levinson zu Ehren seiner Eltern Samuel Eleazar and Rose Tartakow Levinson.
IEEE Life Members’ Prize in Electrical History

Der Preis besteht aus einer Zuwendung in Höhe von 500 $ und einer Urkunde. Er zeichnet jährlich den besten Artikel zur Geschichte der Elektrotechnik aus dem vorausgehenden Jahr aus. Die Auszeichnung für 2002 erhielt beispielsweise Stuart W. Leslie für die Arbeit Blue Collar Science: Bringing the Transistor to Life in the Lehigh Valley (in: HSPS (Historical Studies in the Physical and Biological Sciences) 32 2001, S. 71–113). Der namensgebende, weltweite Berufsverband Institute of Electrical and Electronics Engineers (IEEE) trägt diesen Preis, seine Verwaltung liegt bei der SHOT.
Eugene S. Ferguson Prize

Die in jedem zweiten Jahr vergebene Auszeichnung besteht aus einer finanziellen Unterstützung und einer kombinierten Glas-/Metallplatte. Sie fördert unter anderem bibliographische, archivarische und enzyklopädische Arbeiten oder Übersetzungen in die englische Sprache mit technikhistorischem Bezug. 2007 wurde der Preis für die Herausgabe von Schriften Joseph Henrys vergeben: The Papers of Joseph Henry (ed. Nathan Reingold (vols. 1–5) and Marc Rothenberg (vols. 6–11)). Der Preisname würdigt die Verdienste des Technikhistorikers Eugene S. Ferguson (1916–2004), der Gründungsmitglied und einer der Präsidenten der Society for the History of Technology war.
Dibner Award for Excellence in Museum Exhibits

Die 1984 von dem namengebenden Industriellen und Technikhistoriker Bern Dibner gestiftete jährliche Auszeichnung ist für Museen und Ausstellungen vorgesehen, die das Verständnis für die Geschichte der Technik und Industrie in der breiten Öffentlichkeit und bei Historikern in einer exzellenten Weise fördern. Sie besteht aus einer Glasplatte mit einer Widmung und ist zudem mit bis zu 1.000 $ dotiert, um einem Museums-/Ausstellungsmitglied die Reise zur Preisverleihung bei einem SHOT-Bankett zu ermöglichen. Als erstem europäischen Museum erkannte die Society for the History of Technology den Dibner Award 1995 dem Historischen Museum Bielefeld für seine vorbildliche Ausstellung von Kraft- und Dampfmaschinen und weltweit beste Darstellung der Industrialisierung und ihrer Sozialgeschichte zu.